# Huỳnh Thị Hưởng
Huỳnh Thị Hưởng (1945-1965, bí danh Sáu Hồng, quê ở ấp An Ninh, xã Hội An, huyện Chợ Mới, tỉnh An Giang) là một nữ quân nhân người Việt Nam. Bà từng tham gia chiến tranh Việt Nam và được Nhà nước Cộng hòa xã hội chủ nghĩa Việt Nam truy tặng danh hiệu Anh hùng Lực lượng vũ trang nhân dân.

## Gia thế
Huỳnh Thị Hưởng là con thứ 2 trong gia đình. Cha tên là Huỳnh Văn Đê, mẹ tên Huôi. Sinh ra trong gia đình theo đạo Tứ ân Hiếu nghĩa, lại lớn lên trong vùng căn cứ của quân giải phóng Miền Nam Huỳnh Thị Hưởng đã tiếp cận với đường lối của Đảng Cộng sản Việt Nam.

## Sự ngiệp quân nhân
Huỳnh Thị Hưởng bắt đầu tham gia hoạt động chống quân Mỹ và quân Việt Nam Cộng hòa khi phong trào Đồng khởi nổ ra. Sau khi bị quân đội Mỹ nghi ngờ, cho người theo dõi và bị lộ, Huỳnh Thị Hưởng rời khỏi Đảng Cộng Sản Việt Nam. Rồi sau đó bốn anh em trai của cô tham gia đội du kích mật Hội An.
Năm 1963, Huỳnh Thị Hưởng được đứng vào hàng ngũ của Đảng Cộng sản Việt Nam, phụ trách chức vụ Hội trưởng Hội Phụ nữ xã. Cô tham gia trong hoạt động truyên truyền và vũ trang, chống quân đội Mỹ. Huỳnh Thị Hưởng có sáng kiến đục lỗ trong thân cây để gài lựu đạn vào rồi dán truyền đơn lại, lính Mỹ đi tuần thấy truyền đơn thì xé, thế là lựu đạn nổ chết hoặc bị thương.
Huỳnh Thị Hưởng được giao nhiệm vụ là chi ủy viên chi bộ Hội An. Chi ủy giao nhiệm vụ tiêu diệt một xã trưởng tên Hoanh. Huỳnh Thị Hưởng lên kế hoạch bắt xã trưởng Hoanh nhưng bất thành, sau đó bị quân đội Mỹ bắt. Sau khi hành hạ và tra khảo Huỳnh Thị Hưởng, khuya đêm 20-6-1965 (âm lịch), lính Mỹ đã hành quyết cô. Liền sau đó, một phong trào trả thù cho Huỳnh Thị Hưởng nổ lên.

## Khen thưởng
Ngày 29 tháng 3 năm 1985, Huỳnh Thị Hưởng  được Chủ tịch nước Việt Nam truy tặng danh hiệu Anh hùng Lực lượng vũ trang nhân dân.
Để vinh danh Huỳnh Thị Hưởng, Hội đồng nhân dân tỉnh An Giang lấy tên cô đặt cho Trường Trung học phổ thông Huỳnh Thị Hưởng và một con đường ở xã Hội An, huyện Chợ Mới, tỉnh An Giang.